# Thiago Vecino
Pour les articles homonymes, voir Vecino.
Thiago Vecino, né le 25 février 1999 à Montevideo en Uruguay, est un footballeur uruguayen qui évolue au poste d'avant-centre au Pari NN, en prêt du Vélez Sarsfield.

## Biographie

### Club Nacional
Natif de Montevideo en Uruguay, Thiago Vecino est formé par l'un des clubs de la capitale uruguayenne, le Club Nacional. Il débute en professionnel le 17 août 2019, lors d'un match contre le CA River Plate. Ce jour-là, il est titulaire et marque son premier but, le seul de son équipe, permettant d'obtenir le point du match nul (1-1). Le 23 septembre suivant, il réalise son premier doublé, face au Racing Club de Montevideo, contribuant à la victoire de son équipe par trois buts à zéro. Vecino met toutefois un peu de temps à s'imposer en équipe première, où il est notamment barré par Gonzalo Bergessio à son poste. Il arrive finalement à se faire une place dans l'équipe en 2019. En novembre 2019, il prolonge son contrat jusqu'en 2021.
En 2019, il devient Champion d'Uruguay avec le Club Nacional.

### Liverpool Fútbol Club
Le 3 janvier 2022, Thiago Vecino quitte le Club Nacional pour s'engager en faveur du Liverpool Fútbol Club.

### Unión Santa Fe
Le 15 janvier 2023, lors du mercato hivernal, Thiago Vecino rejoint l'Argentine et l'Unión Santa Fe sous la forme d'un prêt d'un an,.

### Vélez Sarsfield
En février 2024, Thiago Vecino s'engage en faveur d'un autre club argentin, le Vélez Sarsfield.

### En équipe nationale
Thiago Vecino compte quelques sélections avec les équipes des jeunes d'Uruguay, notamment les moins de 20 ans.

## Vie personnelle
Thiago Vecino décide de se consacrer au football après le lycée. Il cite Luis Suárez et Robert Lewandowski comme ses modèles, mais aussi Gonzalo Bergessio qu'il côtoie au Club Nacional.  

## Palmarès
Club Nacional
- Championnat d'Uruguay (2) :
  - Champion : 2019[11], 2020[12].

 Liverpool FC
- Championnat d'Uruguay (1) :
  - Champion : 2023[13].
- Supercoupe d'Uruguay (1) :
  - Champion : 2024[14].